# Christian Dreher
Christian Dreher (* 19. Dezember 1970 in Frankfurt am Main) ist ein ehemaliger deutscher Tischtennisspieler. Er wurde Deutscher Meister im Doppel.

## Jugend
Dreher ist Linkshänder. Er spielt mit einem Noppen-außen-Belag auf der Rückhand. 1984 und 1985 wurde er Deutscher Meister der Schüler im Doppel, jeweils mit Markus Teichert. 1991 und 1992 gewann er den Titel im Einzel bei den deutschen Juniorenmeisterschaften, 1992 siegte er im Junioren-Ranglistenturnier TOP-12.

## Erwachsene
1994 belegte Dreher Platz drei in der deutschen Rangliste. In diesem Jahr siegte er bei der Deutschen Meisterschaft in Bensheim im Doppel zusammen mit Sascha Köstner, im Einzel wurde er Vizemeister. 1995 und 1996 gewann er die Deutsche Mannschaftsmeisterschaft und den deutschen Pokal mit Borussia Düsseldorf. Im Bundesranglistenturnier TOP-12 kam er 1995 auf den zweiten Platz.
Zwischen 1994 und 1997 bestritt Dreher vier Länderspiele. Bereits 1992 wurde er vom DTTB für die Individualwettbewerbe der Europameisterschaft nominiert. 1994 wurde er hier auch in der Mannschaft eingesetzt. Im Herrendoppel erreichte er zusammen mit Wladimir Samsonow das Halbfinale.
Den europäischen Nancy-Evans-Cup gewann er 1993 und 1999 mit TTC Jülich sowie 1995 mit Borussia Düsseldorf.

## Vereine
- 1981 – 1996: TTC Mörfelden
- 1987 – 1989: FTG Frankfurt
- 1989 – 1990: Eintracht Frankfurt
- 1990 – 1991: FTG Frankfurt
- 1991 – 1992: TSV Milbertshofen
- 1992 – 1994: TTC Jülich
- 1994 – 1996: Borussia Düsseldorf
- 1996 – ????: TTC Jülich
- ???? – 2008: TTC Frickenhausen
- 2008(heute): TTC Rot-Gold Porz

## Ende der Laufbahn
1999 beendete Dreher seine aktive Laufbahn als Leistungssportler. Von 1998 bis 2004 fungierte er als sportlicher Leiter beim TTC Jülich. Als Rechtsanwalt mit Schwerpunkt Sportrecht ist er in Darmstadt tätig. Von 2002 bis 2006 arbeitete er für den DTTB in juristischen Fragen, ab Ende 2005 war er Vorsitzender des Kontrollausschusses. Seit Ende 2005 unterstützt er den TTC Frickenhausen bei der Spielerbetreuung in Mannschaftskämpfen.
Christian Dreher ist mit einer Amerikanerin verheiratet. Mit ihr hat er zwei Töchter und einen Sohn.

## Turnierergebnisse
| Verband | Veranstaltung       | Jahr | Ort        | Land | Einzel | Doppel     | Mixed | Team |
| ------- | ------------------- | ---- | ---------- | ---- | ------ | ---------- | ----- | ---- |
| GER     | Europameisterschaft | 1994 | Birmingham | ENG  |        | Halbfinale |       |      |
| GER     | WTC-World Team Cup  | 1994 | Nimes      | FRA  |        |            |       | 5    |